# Río Fuego
Le río Fuego est un fleuve que s'écoule dans le département de Río Grande, dans la province de Terre de Feu, Antarctique et Îles de l’Atlantique Sud au sud de la Patagonie argentine. Il se jette dans la mer d'Argentine à environ 25 km au sud de la ville de Río Grande.

## Sources et bibliographie
- (en) Rand McNally, The New International Atlas, 1993